# Бджілка (пароплав)
«Бджілка» («Надія»; англ. Надежда, англ. Пчёлка) — плоскодонний колісний пароплав графа Михайла Воронцова, переданий у Дунайську флотилію, а потім до Чорноморського флоту Російської імперії. Перший пасажирський пароплав на маршруті Одеса — Херсон.

## Опис пароплава
Колісний плоскодонний річковий пароплав, водотоннажністю 111 тонн. Був збудований із соснового лісу. Довжина пароплава становила 19,8 метра, ширина — 4,88 метра, осаду — 1,75 метра. На пароплаві було встановлено один залізний паровий котел та парова машина заводу Берда потужністю 20 номінальних кінських сил. Швидкість пароплава досягала 5,5 вузлів.

## Історія
Пароплав був закладений у маєтку графа Михайла Воронцова Мошни на Дніпрі у 1820 році. Після спуску на воду 1823 року він був переведений для випробувань у Херсон, де використовувався для буксирування барж до Миколаєва.
1823 року, Михайло Воронцов став новоросійським генерал-губернатором і перевів пароплав до Одеси.
В Одесі пароплав був переобладнаний в буксирно-пасажирський і з липня 1827 почав здійснювати пасажирські рейси за маршрутом Одеса — Херсон, ставши першим пасажирським пароплавом на цьому напрямку й поклавши тим самим початок вітчизняному комерційному паровому судноплавству на Чорному морі.
4 липня 1827 року «Надія» під командуванням капітана Йосипа Черв'якова вийшла з Одеси у свій перший рейс і через 27 годин прибула до Херсона. Другий рейс пароплава до Херсона був докладно описаний у газеті «Одесский вестник»:
|  | «Пароплав прибув туди, незважаючи на протилежний вітер, за 35 годин, а назад повернувся за 27. Пасажири, які були на ньому, відгукуються вельми вигідно про внутрішнє розташування, чистоту і порядок на цьому судні. 29 липня багато хто з найповажніших осіб Херсона, зокрема кілька пані, удостоїли пароплав своїм відвідуванням. Передбачалося зробити прогулянку Дніпром. Піднявся дим із труби, пролунав стукіт коліс, і дивовижне судно, без весел і без вітрил, гордовито попливло проти течії річки. Спочатку дами дещо боялися; але незабаром всі побоювання розвіялися; їхнє місце зайняли здивування і задоволення, і люб'язні відвідувачки з особливою увагою розглядали будову пароплава». |

1829 року пароплав був куплений Військовим відомством і увійшов до складу в Дунайській транспортній флотилії, а 1832 року «за незручністю до плавань і дій по Дунаю» передано Чорноморському флоту, у складі якого використовувався для портових потреб.
Пароплав «Надія» розібраний 1842 року.